# Грабианский, Бронислав Адамович
Бронислав Адамович Грабианский вариант имени и фамилии Бронислав Зигмунт Грабянский (24 июля 1872  — после 1937) —  рабочий-гравер, депутат Государственной думы I созыва от Петроковской губернии.

## Биография
По национальности поляк, родился в мещанской семье в деревне Паперня (Papiernia) около Мышкува Бендинского уезда. Его отец, Адам был землемером, мать — Фелиция, урождённая Нидецкая. Бронислав учился в Ченстоховской гимназии, но покинул её после 4-го класса. С 1889 года гравер на бумагопрядильной фабрике акционерного общества «Заверце». Состоял в Рабочем союзе. В 1905 вступил в Национальный рабочий союз, позднее избран председателем его окружного правления в Домбровском угольном бассейне. Во время революции 1905-1906 был одним из организаторов демонстраций и шествий рабочих. Состоял в левом (по другим определениям "крайне левом") крыле Польской национально-демократической партии. Участник организации и подготовки статей органа национально-демократической партии журнала «Глас Вольны» («Голос свободы») и многочисленных прокламаций.
20 апреля 1906 избран в Государственную думу I созыва от общего состава выборщиков Петроковского губернского избирательного собрания. Вошёл в состав Польского коло. В  работе Думы активного участия не принимал.
После роспуска Думы член боевой организации Национального рабочего союз, среди руководителей её боевиков, в 1906-1908 годах участник нападений на полицейских и жандармов. В 1907 арестован на 3-месяца, которые провёл в тюрьме Петрокова. В 1910 году арестован повторно, находился в заключении 2 месяца. До 1914 года был под полицейским надзором, но продолжал участвовать в работе Национального рабочего союз. Выпускник сельскохозяйственных курсов, приобрёл профессию агронома.
В 1918 году покинул ряды Национального рабочего союза.
Дальнейшая судьба и точная дата смерти неизвестны.

## Награды
- Медаль Независимости.

### Рекомендуемые источники
- Brzoza Cz., Stepan K. Poslowie polscy w Parlamente Rosyjskim, 1906—1917: Slownik biograficzny. Warszawa, 2001.
- Российский государственный исторический архив. Фонд 1278. Опись 1 (1-й созыв). Дело 46. Лист 11; Фонд 1327. Опись 1.1905 год. Дело 143. Лист 174 оборот.